# Stern (Möckern)

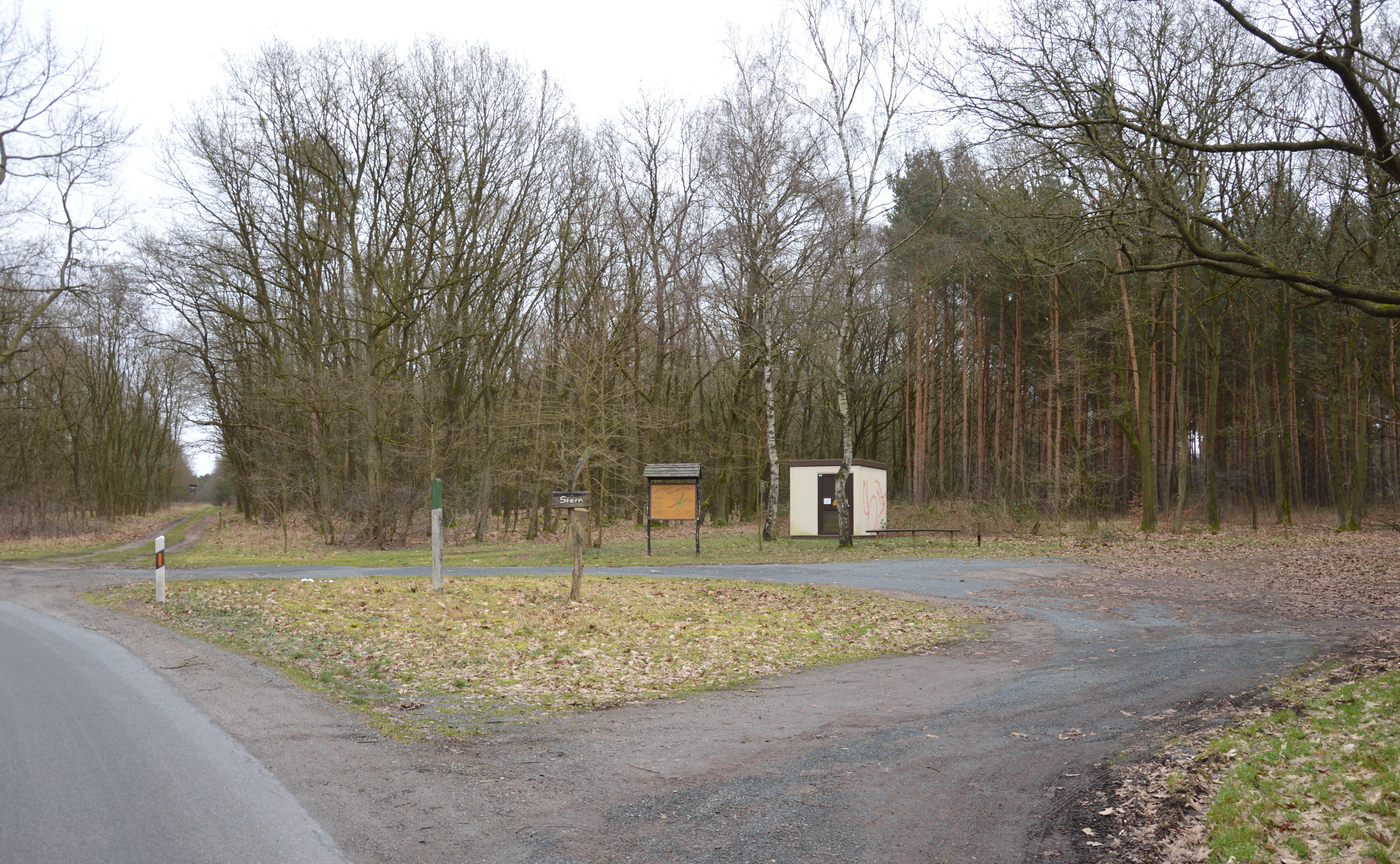
Blick von Westen auf den Stern

Der Stern ist eine markante Wegkreuzung nordöstlich von Möckern in Sachsen-Anhalt.
Insgesamt treffen hier sieben Wege aufeinander. Von Norden aus im Uhrzeigersinn führen die Wege in Richtung Lüttgenziatz, Hohenziatz, Waldweg, Waldweg, Lochow, Möckern und Pabsdorf. Der von Westen aus Richtung Möckern auf den Stern treffende Weg ist als Kreisstraße 1231 ausgebaut und führt nach Norden in Richtung Lüttgenziatz weiter. Im Zentrum der Kreuzung steht ein Holzschild mit der Aufschrift Stern. An der Ostseite des Sterns befindet sich ein als Kleindenkmal ausgewiesener Distanzstein.
Südlich neben dem Distanzstein steht eine Hinweistafel Der Stern von Möckern, auf der die Straßenkreuzung dargestellt und vier benachbarte Sehenswürdigkeiten ausgewiesen werden. Zu den ausgeschilderten Sehenswürdigkeiten gehören südlich des Sterns ein Feuerwachturm, die Riesensteine und das Gebberskreuz. Nördlich liegt der Alte Brunnen. Am Stern befindet sich zudem eine Sitzgelegenheit und die Einhausung einer elektrotechnischen Anlage.
Der Name Stern ergibt sich aus der sternförmigen Ausrichtung der Wege und ist zumindest bereits auf einer Karte aus dem Jahr 1919 vermerkt. Zu diesem Zeitpunkt wurde der Stern von acht Wegen gebildet. Ein kurzer, heute nicht mehr vorhandener Waldweg führte noch von Nordwesten auf den Stern. Während der Stern heute verkehrstechnisch von eher untergeordneter Bedeutung ist, hatten die Wege in der Vergangenheit größere Bedeutung. So verlief die von Magdeburg über Hohenziatz nach Berlin führende Poststraße über den Stern. Darüber hinaus kreuzte der Beiweg der alten Loburger Straße.